# آلة (منطق)
الآلة هي الواسطة بين الفاعل والمنفعل في وصول أثره إليه، كالمنشار للنجار. والقيد الأخير لإخراج العلة المتوسطة، كالأب بين الجد والابن، فإنها واسطة بين فاعلها ومنفعلها، إلا أنها ليست بواسطة بينهما في وصول أثر العلة البعيدة إلى "المعلول"، لأن أثر العلة البعيدة لا يصل إلى المعلول، فضلا عن أن يتوسط في ذلك شيء آخر، وإنما الواصل إليه أثر العلة المتوسطة، لأنه الصادر منها، وهي من البعيدة.